# Xenandra ahrenholzi
Xenandra ahrenholzi is een vlindersoort uit de familie van de prachtvlinders (Riodinidae), onderfamilie Riodininae.
Xenandra ahrenholzi werd in 2007 beschreven door Hall, J & Willmott.